# Elecciones generales de Austria de 1923
Las elecciones parlamentarias de Austria fueron realizadas el 21 de octubre de 1923. El resultado fue la victoria del Partido Socialcristiano, el cual ganó 82 de los 165 escaños. La participación electoral fue de un 87.0%.

## Resultados
| Partido                                                      | Votos     | %    | Escaños | +/-   |
| ------------------------------------------------------------ | --------- | ---- | ------- | ----- |
| Partido Socialcristiano                                      | 1.459.047 | 44.1 | 82      | –3    |
| Partido Socialdemócrata                                      | 1.311.870 | 39.6 | 68      | –1    |
| Asociación del Partido Popular Pangermano y de la Liga Rural | 259.375   | 7.8  | 10      | –     |
| Liga Rural                                                   | 99.583    | 3.0  | 5       | −2    |
| Lista Unida de Carintia                                      | 95.465    | 2.9  | 0       | Nuevo |
| Grupo Electoral Judío                                        | 24.970    | 0.8  | 0       | Nuevo |
| Partido Comunista de Austria                                 | 22.164    | 0.7  | 0       | 0     |
| Partido Democrático de la Clase media                        | 18.886    | 0.6  | 0       | Nuevo |
| Partido de los Eslovenos de Carintia                         | 9.868     | 0.3  | 0       | 0     |
| Partido de las Minorías Checoeslovacas                       | 7.580     | 0.2  | 0       | Nuevo |
| Partido Croata                                               | 2.557     | 0.1  | 0       | Nuevo |
| Partido Popular de los Partidarios del Káiser                | 1.235     | 0.0  | 0       | Nuevo |
| Federación de Todos los Trabajadores                         | 6         | 0.0  | 0       | Nuevo |
| Votos en blanco/nulos                                        | 38.249    | –    | –       | –     |
| Total                                                        | 3.350.855 | 100  | 165     | –18   |
| Fuente: Nohlen & Stöver                                      |           |      |         |       |